# Плешкан Ольга Іванівна

О́льга Іва́нівна Плешкан (15 червня 1898, Чортовець, Городенківський район, Івано-Франківська область — 25 грудня 1985, Снятин, Івано-Франківська область) — українська художниця, музейна працівниця.

## Життєпис
Батько, о. Іван Плешкан, був у Чортівці священником. Мати — Олена Плешкан, дочка священника о. Кирила Гаморака, рідна сестра дружини Василя Стефаника Ольги, — після смерті чоловіка виїхала з дочкою до своєї сестри Ганни Гаморак — дружини Северина Даниловича в Березині, біля села Будзин Тлумацького повіту.
1910 року Ольга склала вступний іспит до української гімназії сестер Василіянок у Львові. Була членкою драгоманівського гуртка, який діяв у гімназії нелегально.
1912 року, коли двоюрідний брат матері Василь Костащук одержав посаду викладача української гімназії Товариства «Рідна школа» в Городенці, Ольга Плешкан переїхала зі Львова до Городенки навчатися в цьому закладі (його директором був письменник Антін Крушельницький).
1918 року закінчила гімназію, 1922 — стала студенткою філологічного факультету Львівського університету, 1925 — вступила до мистецької школи Олекси Новаківського, яку закінчила 1932 року.
1939 — працювала учителькою в селі Русові. Потім одержала посаду наукового працівника музею Василя Стефаника в тому ж селі, де працювала до виходу на пенсію 1957 року.
1941—1944 — експонувала свої твори на виставках у Львові як членка Спілки праці українських образотворчих мистців.
Після виходу на пенсію переїхала до Снятина, співпрацювала з музеєм Марка Черемшини.
1962 — Львівське відділення Спілки художників України організовало виставку учнів Новаківського: Ґебус-Баранецької, Григорія Смольського та Ольги Плешкан.
На останньому році життя в неї дуже послабився зір — не могла вже сама читати і писати.
Похована на «малому» цвинтарі в Снятині, біля могили своєї матері.

## Вшанування пам'яті
Колишню вулицю Профспілкову, де вона мешкала у Снятині, названо її іменем.
До 100-річчя від дня її народження в Снятині відкрито садибу-музей Ольги Плешкан. У кімнаті, де жила мисткиня, збережено інтер'єр, який був за її життя.
На будинку, де вона жила в 1957—1985 рр., встановлено меморіальну таблицю з барельєфом художниці.

## Дещо з творчого доробку
Її картини зберігають у музеях Івано-Франківська, Львова, Снятина (музей Марка Черемшини) та Русова (музей Василя Стефаника). У Снятині представлені такі її картини:
- «Букет різнокольорових квітів»,
- «Вид біля озера»,
- «Вид з кімнати» — вид з гуцульської хати біля лісу,
- «Види гір в околицях Космача»,
- «В'язка квітів»,
- «Ікона Божої матері» — змальована в церкві святого Юра у Львові,
- «Портрет Євгенії Данилович» — сестри художниці,
- «Портрет Галини Шимонович» — дочки сестри художниці Дарії,
- «Портрет мати художниці» — 1936, (Олена Плешкан),
- «Портрет Юрка» — сина Василя Стефаника.

Також у музеях і приватних колекціях зберігають її роботи:
- «Автопортрет» — 1926,
- «Пейзаж» — 1926,
- «Русівська хаща» — 1926,
- «Хлопчик на березі ріки» — 1926,
- «Яблунька в саду В. Стефаника» — 1929,
- «Дівчина з Тулови» — 1929,
- «Портрет Василя Стефаника» — 1960,
- «Очистка кукурудзи» — 1961,
- «Краєвид с. Тулови» — 1963,
- «Соняшники» — 1967,
- «Краєвид Яремча» — 1969,
- «Гуцулка на воринні»,
- «Дівчина читає книжку»,
- «Івася Данилович»,
- «Княгиня з Тулови»,
- «Копиці сіна»,
- «Лекція ланкової в колгоспі ім В. Стефаника»,
- «Молода»,
- «Молода в кожусі»,
- «На березі Прута»,
- «Прут»,
- «Русівська школа з учнями»,
- «Хата, в якій народився В. Стефаник»,
- «Студентка медицини».